# Braunau am Inn
Braunau am Inn (německy  ˈbʁaʊ̯naʊ̯ am ˈɪn, česky Braunau na Innu nebo Brunov)[zdroj?] je okresní město v Horním Rakousku, na pravém břehu řeky Inn, která v těchto místech tvoří hranici mezi Rakouskem a Německem. Město leží 95 km západně od Lince a 50 km severně od Salcburku. Žije zde přibližně 17 tisíc obyvatel.
Celosvětově je Braunau známé především tím, že se zde 20. dubna 1889 narodil Adolf Hitler. Město se tuto nechvalnou proslulost snaží překonat. Roku 1989 starosta Gerhard Skiba dal postavit před Hitlerovým rodným domem pamětní kámen proti válce a fašismu. Od roku 1992 Spolek pro současné dějiny organizuje Braunauské dny současných dějin (Braunauer Zeitgeschichte-Tage) a od roku 1998 se konají roční srazy rakouské Pamětní služby (Gedenkdienst). V roce 2000 se místní noviny „Braunauer Rundschau“ chopily iniciativy ve sbírání podpisů pod titulem „Braunau vydává signál“.

## Poloha
Braunau am Inn (351 m n. m.) leží v Innské čtvrti, 15 km východně od soutoku řek Inn a Salzach. Naproti, na německé straně Innu, leží bavorské město Simbach am Inn. Udává se velikost města 9,1 km od severu k jihu a 7,8 km od východu k západu, což činí 24,7 km celkové rozlohy. Z toho je 53% zemědělsky využito a 16,2% zalesněno.

## Znak
Barvy města jsou zelená a bílá. Falcký lev ve znaku symbolizuje dlouhý vztah s Bavorskem.

## Dějiny
- 780 první písemná zmínka od „Rantesdorf“ (Ranshofen)
- 1120 Braunau poprvé písemně zmíněno pod jménem „Prounaw“
- 1260 uznáno městské právo
- 1380 velký požár
- 1439 – 1466 stavba kostela svatého Štefana
- 1492 položení základního kamene věže kostela svatého Štefana, která měří 92 m a je jedna z nejvyšších v Rakousku
- 1705 Oberländer Bauernaufstand, Braunau je v rukou rebelů. Během bavorské revoluce „Sendlinger Mordweihnacht“ zasedá výbor pro obranu země v Braunau.
- 1743 obléhání města při válce o dědičné právo
- 1779 Těšínský mír určil, že Innská čtvrť, dosud patřící Bavorsku, bude přiřčena Habsburské monarchii a přičleněna k Hornímu Rakousku
- 1810 – 1816 Innská čtvrť opět připojena k Bavorsku
- 1816 Innská čtvrť se s konečnou platností stává částí Rakouska
- 1874 velký požár
- 1889 narození Adolfa Hitlera
- 1938 německá armáda vtrhla přes Braunau do Rakouska
- 1939 začátek stavby „Aluminiumwerke Ranshofen“ (dnes AMAG)
- 1989 starosta Bernard Skiba dal postavit před Hitlerovým rodným domem pamětní kámen proti válce a fašismu
- 1992 první Braunauské „Zeitgeschichte Tage“ Unerwünschtes Erbe = nechtěné dědictví“
- 2000 podpisová akce iniciovaná „Braunauer Rundschau“ – „Braunau setzt ein Zeichen“

## Hospodářství
V hospodářství dominuje průmysl a živnost, kde je zaměstnáno 58% obyvatelstva.
- geotermální elektrárna (ve spolupráci se Simbachem am Inn)
- Austria Alu Guss (AAG)
- Austria Metall AG (AMAG) http://www.amag.at
- Berner
- Innkristal
- Optimo

## Doprava
V Braunau začíná německá silnice A94, která vede do Altöttingu. Také existuje spojení do Salcburku, Straßwalchenu, Riedu im Innkreis a Schärdingu po dálnici A8. Vlakem se dostanete do Riedu im Innkreis a Steindorfu u Straßwalchenu.

## Město
K Braunau patří: Aching, Au, Blankenbach, Braunau Neustadt, Gasteig, Höft, Haiden, Haselbach, Himmellindach, Laab, Lach, Lindach, Maierhof, Neue Heimat, Oberrothenbuch, Roith, Scheuhub, Tal, Unterrothenbuch.

## Památky
- Náměstí
- Radnice
- Fischerbrunnen
- Kostel sv. Štefana
- Bürgerspitalkirche a Spitelanlage
- Městská knihovna
- Evangelický kostel
- Bývalý kostel sv. Martina
- Herzogenburg (muzeum okolí)
- Glockenießerhaus
- Věž městské brány
- Malerwinkel s vodní věží
- Vequelhaus
- Sgrafitohaus
- Palmová památka
- Walcher a Färbergraben
- Eisernes Ross

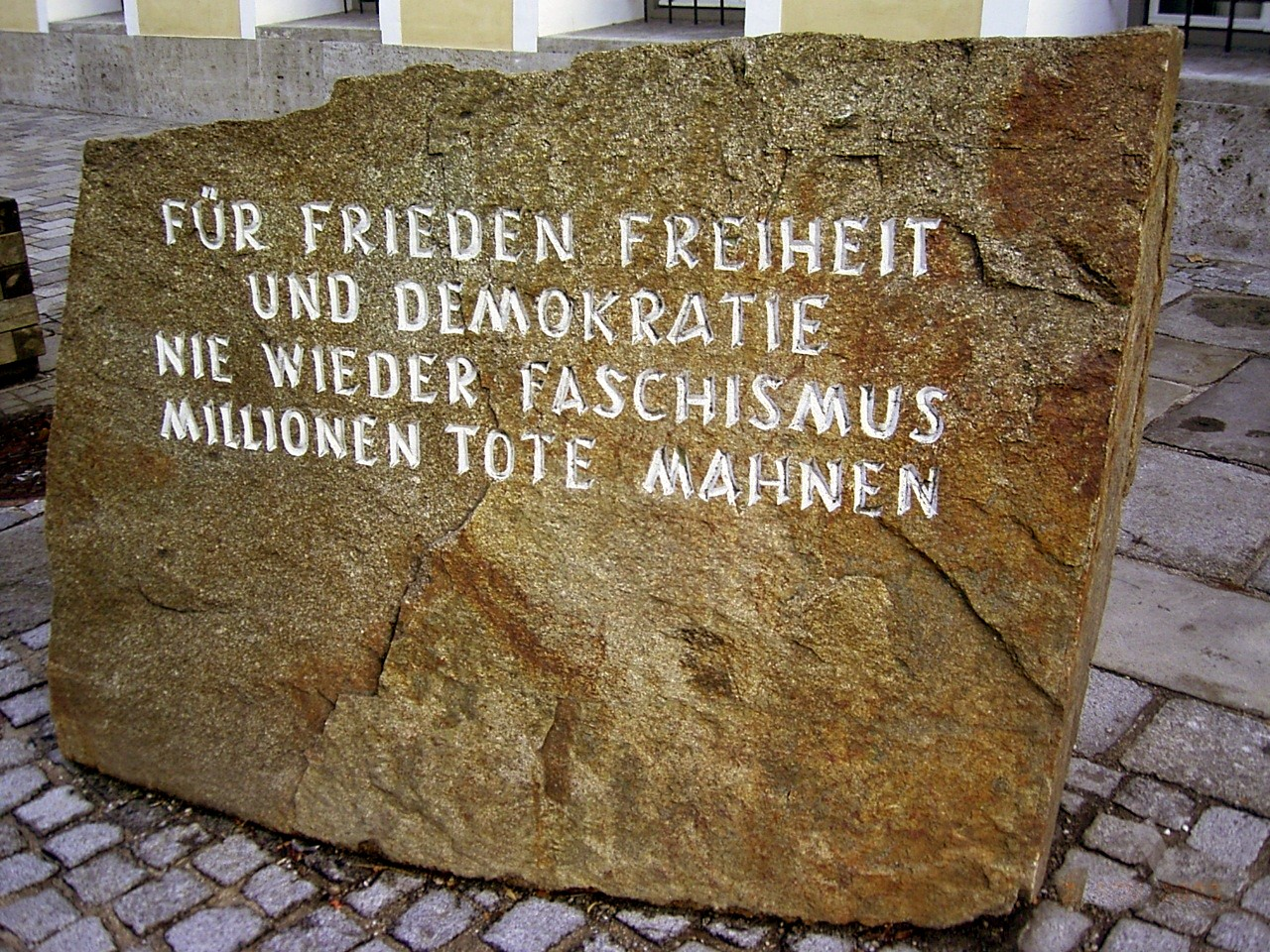
Protifašistický památník před Hitlerovým rodným domem. Za mír, svobodu a demokracii. Už nikdy více fašismus. Milióny mrtvých varují

- Protifašistický památník před rodným domem Adolfa Hitlera
- Vodní brána
- Náhrobní kámen Hanse Stainigera
- Zeď pevnosti
- Městské divadlo
- Centrum kultury v Guggu
- Kriechbaumstiege
- Bývalý Vorderbad
- Kostel v Ranshofenu
- Vojenský hřbitov
- Kostelní pouť svatého Valentina v Haselbachu

## Osobnosti
- Štěpán z Krumlova, významný stavitel období gotiky v Rakousku a Bavorsku. V závěru života se v Braunau zřejmě podílel na stavbě kostela, roku 1461 zde zemřel a je i pohřben.
- Franz Jetzinger, doktor teologie, narozen 1882 v Ranshofenu u Braunau. Kněz jezuitského řádu, profesor teologie v Linci, redaktor a politik. Autor Hitlers Jugend (Hitlerovo mládí).
- Adolf Hitler, malíř a nacistický diktátor, narozen 1889 v Braunau. Žil v Braunau až do roku 1892.
- Egon Ranshofen-Wertheimer, narozen 1894 v Ranshofenu u Braunau, sociolog a diplomat. Roku 2007 se jím zabývaly 16. Braunauer Zeitgeschichte Tage.
- Willi a Rudi Schneiderové, narození 1903 a 1908 v Braunau, se v meziválečném období stali slavnými na poli parapsychologie. Sám Thomas Mann se zajímal o telekinetické schopnosti bratří Schneiderů.
- Christoph Kotanko, narozen 1953 v Braunau, novinář, působil jako šéfredaktor rakouských novin Kurier.
- Susanne Riess-Passer, bývalá ministryně zahraničních věcí za FPÖ, se narodila v Braunau roku 1961.
- Dominik Landertinger, biatlonista, získal medaile na olympijských hrách i mistrovství světa, narozen v Braunau v roce 1988.

## Partnerská města
- Lavarone, Itálie [1]